# Bagrat III.

Bagrat III. (Wandmalerei in der Bedia Kathedrale in Abchasien)

Bagrat III. (georgisch ბაგრატ III; * um 963; † 1014) war von 978 bis 1014 König von Abchasien und von 1008 bis 1014 König des vereinten Georgiens. Er ist der Sohn Gurgens von Kartli und der abchasischen Königstochter Guranducht.

## Leben
Nachdem Bagrat ab 978 König von Abchasien war, erbte er nach dem Tode seines Vaters Gurgen endgültig Kartli und nannte sich seitdem König der Könige, welches der offizielle Titel des regierenden georgischen Königs bis zum Ende des 15. Jahrhunderts blieb. 
Um den neu entstandenen einheitlichen georgischen Staat nach innen und außen zu sichern, führte Bagrat entscheidende Maßnahmen durch. Innenpolitisch wurde der widerspenstige Adel in die Schranken gewiesen, während außenpolitisch Kachetien und Heretien annektiert wurden. Doch die neue Machtfülle des georgischen Staates musste unweigerlich auf den Widerstand des Byzantinischen Reiches stoßen, zu dessen Einflusssphäre Georgien seit langem gehörte. Bereits unter Bagrats Sohn Giorgi I. kam es zu kriegerischen Auseinandersetzungen zwischen beiden Mächten.